# 檀国大学校
檀国大学校（タングクだいがっこう）は、京畿道龍仁市にある大韓民国の私立大学。
京畿道龍仁市に竹田キャンパス、忠清南道天安市に天安キャンパスを置く。
学生数10,584人、教職員数521人。創設者が日本の明治法律学校（現・明治大学）と関係があった。

## 沿革
- 1947年 - ソウル特別市中区楽園洞に開学する。
- 1957年 - ソウル市龍山区漢南洞に移転する。
- 1958年 - 大学院が設置される。
- 1978年 - 天安キャンパスを増設する。
- 2007年 - ソウルキャンパス（ソウル市龍山区）から竹田キャンパス（京畿道龍仁市）に移転。[1]

## 学部
竹田キャンパス（京畿道龍仁市）
- 文科大学
- 芸術造形大学
- 自然科学大学
- 法科大学[2]
- 社会科学大学
- 商経大学
- 工科大学
- 師範大学
- 音楽大学

天安キャンパス（忠清南道天安市）
- 外国語大学[3]
- 医科大学
- 歯科大学
- 薬学大学
- 看護大学
- バイオ融合大学
- 科学技術大学(自然科学大学)
- 公共人材大学
- 保健科学大学
- 芸術大学
- スポーツ科学大学

## 主な出身者
- 宮塚利雄 - 朝鮮近・現代経済史の研究者。大学院経済学科博士課程単位取得
- ハ・ジウォン - 演劇映画学科卒業
- キム・ヒョンジュ - 演劇映画学科卒業
- イ・ウンジュ - 演劇映画学科卒業
- イ・ヨウォン-演劇映画学科
- チョ・ヒョンジェ - 演劇映画学科卒業
- チョ・スンウ - 俳優：演劇映画学科卒業
- ユ・アイン - 演劇映画学科卒業
- 李乙容 - サッカー選手
- 李炳圭 - プロ野球選手。野球コーチ
- 呉昇桓 - プロ野球選手
- 金在杰 - プロ野球選手。野球コーチ
- 朴泰桓 - 水泳選手：体育教育学科在学中
- 朴泰俊 - 政治学科卒業。政治家・実業家
- 朴元淳 - 史学科卒業。弁護士
- ナ・イヌ - 俳優：公演映画学部卒業
- ソ・ドヨン - 俳優：公演映画学部在学中
- T.O.P（BIGBANG）- 歌手・俳優：公演映画学部在学中
- テギョン（2PM）- 歌手・俳優：経営学部在学中
- チ・チャンウク - 俳優：公演映画学部卒業（2013年2月）。文化芸術大学院公演芸術学科在学中
- パク・ボヨン-俳優 ああ私の幽霊様などの主演女優として活躍。BHエンターテインメント所属

ウ・ドファン-俳優 キーイーストエンターテインメント所属の大韓民国の俳優。